# Felicia Antip
Felicia Antip (n. 28 ianuarie 1927, Focșani – d. 16 februarie 2013, București) a fost o scriitoare și publicistă română de etnie evreiască.

## Biografie
S-a născut la Focșani, ca fiică a medicului Moise Solomon, unde a parcurs studiile liceale. Bacalaureatul l-a obținut la București și apoi a studiat la Facultatea de Filozofie din Iași. În perioada 1950 - 1963 a fost redactor la Agerpres, iar între 1963 și 1971 la revista Lumea. Între 1971-1984 a lucrat la „Radio” și la "Tribuna României". A fost unul dintre cei mai importanți cronicari ai literaturii străine la publicația România literară (înainte de 1989) și la Adevărul literar și artistic (după 1990).
În 1999 i se acordă Premiul Fundației Gh. Ursu.

## Distincții
- Ordinul Muncii clasa a III-a (10 iulie 1965) „pentru merite deosebite în realizarea sarcinilor prevăzute în Directivele celui de al III-lea Congres al Partidului Muncitoresc Român”[1]

## Scrieri
Este autoarea volumelor:
- Lumea din ziare (Editura Porto Franco și Editura Cartea Românească, 1997), de natură memorialistică;
- Aventuri ale conștiinței de sine (Editura Hasefer, 2006), unde este prezentată problema identitară a unor scriitori evrei.

A tradus din Paul Auster și Elie Wiesel.